# 拉丁非洲

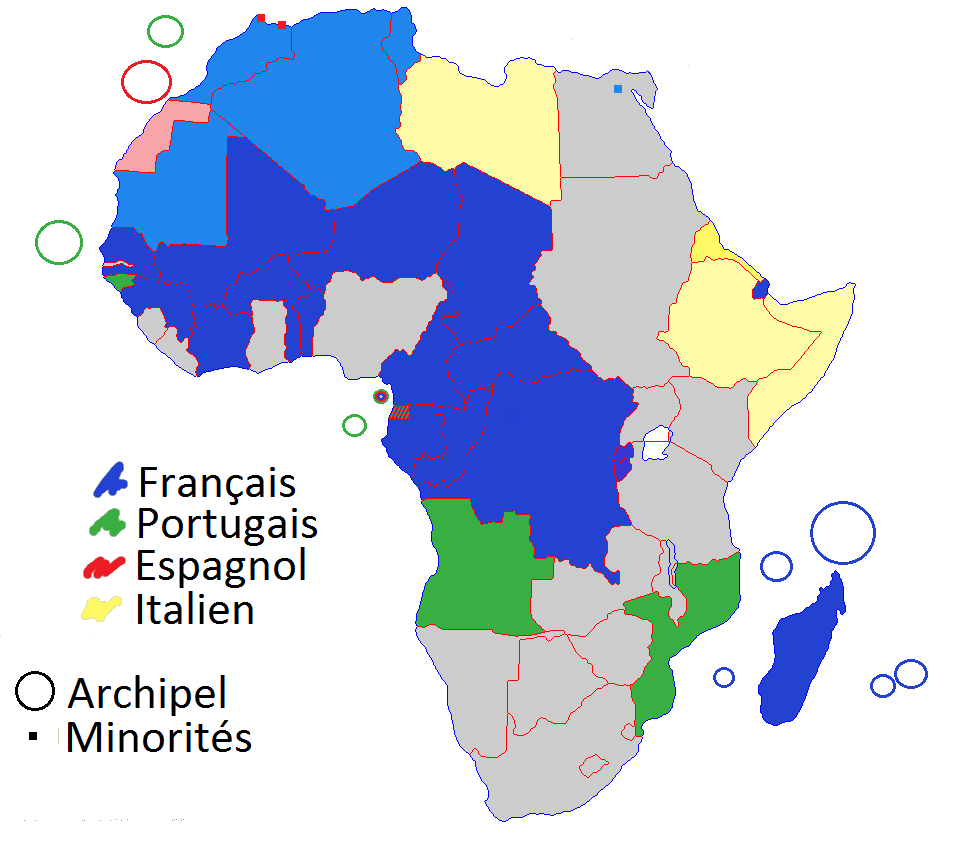
操罗曼语族诸语言的非洲国家和地区（蓝色：法语，绿色：葡萄牙语，红色：西班牙语，黄色：意大利语）

拉丁非洲（法語：Afrique latine）或罗曼语非洲指的是官方语言或主要语言属于罗曼语族，受拉丁文化影响的非洲国家和地区，这些国家或地区有相当一部分人口操法语、葡萄牙语、西班牙语或意大利语这四种罗曼语族语言中的一种或几种，这些语言并非非洲本土语言，它们的传播源自欧洲殖民主义对非洲的殖民扩张，是法兰西、比利时、葡萄牙、西班牙和意大利五个殖民帝国的遗产。
拉丁非洲诸国大多是法语圈国际组织或葡萄牙语国家共同体的成员，其中有七国加入了拉丁语联盟。
东起埃及西至摩洛哥的北部非洲地区曾是罗马帝国属地，因而拉丁语在北非发展为变种北非拉丁语，曾通行于今突尼斯、阿尔及利亚和摩洛哥，直到阿拉伯帝国征服这些地区后为阿拉伯语取代，最终于13世纪消亡。意大利语曾是原非洲意属各殖民地的官方语言，但如今没有一个非洲国家将其作为官方语言。

## 撒哈拉以南非洲的法语国家和地区

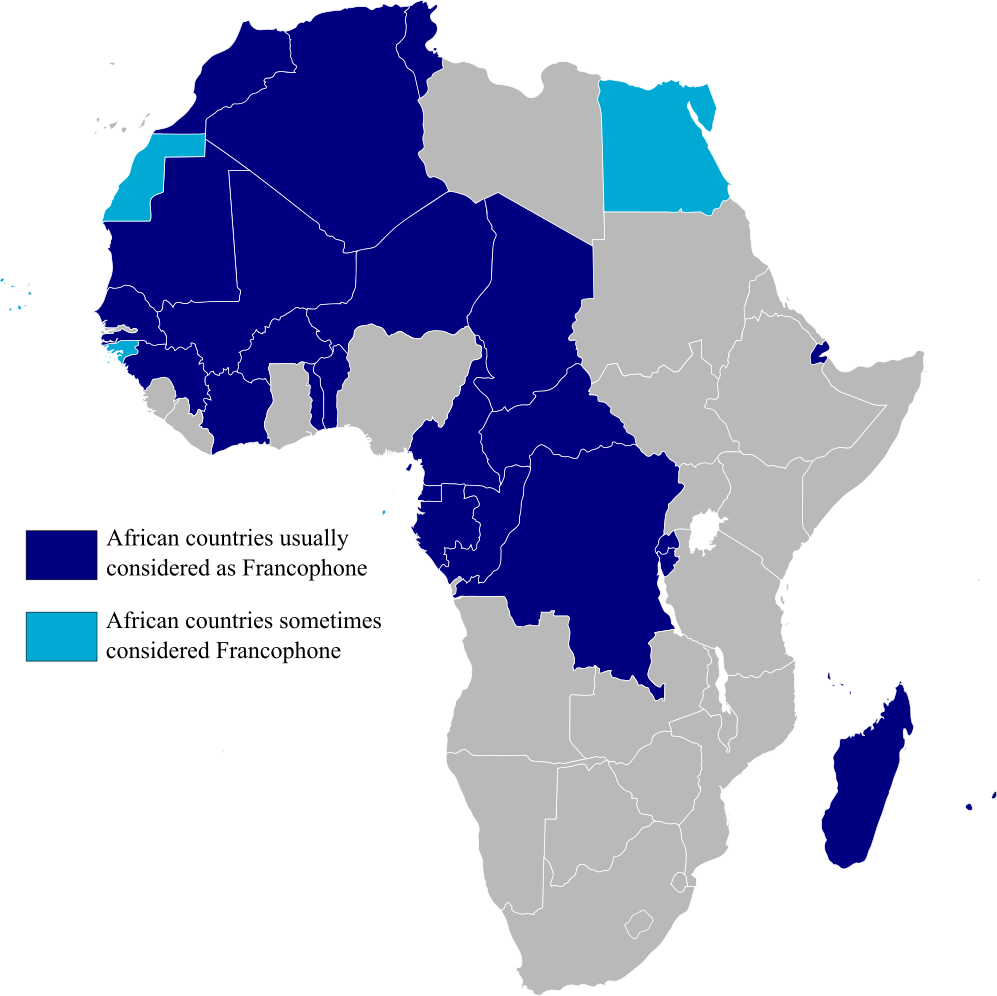
非洲法语区

以下列出撒哈拉以南非洲说法语或非洲法语的国家和地区。
- 布吉納法索（见布基纳法索法语（法语：Français populaire burkinabè））
- 中非
- 喀麦隆（见喀麦隆英法联合语（法语：Camfranglais））
- （见科特迪瓦法语（法语：Français de Côte d'Ivoire））
- 刚果民主共和国
- 刚果共和国
- 赤道几内亚（法语为第二官方语言，西班牙语为第一官方语言，葡萄牙语为第三官方语言）
- 加彭
- 几内亚
- 马达加斯加
- 模里西斯
- 尼日尔
- 卢旺达
- 塞内加尔
- 塞舌尔
- 多哥

此外，法国在非洲的两个海外大区亦以法语为官方语言：
- 马约特
- 留尼汪（见留尼汪法语（法语：Français de La Réunion））

## 非洲葡萄牙语国家和地区

非洲葡语区

以下非洲国家以葡萄牙语（其变种非洲葡萄牙语）为官方语言：
- 安哥拉，说安哥拉葡萄牙语。
- ，说佛得角葡萄牙语（葡萄牙語：Português cabo-verdiano）。
- 赤道几内亚，葡萄牙语为第三官方语言（西班牙语为第一官方语言，法语为第二官方语言）。
- ，说几内亚葡萄牙语（葡萄牙語：Português da Guiné-Bissau）。
- 莫桑比克，说莫桑比克葡萄牙语（葡萄牙語：Português de Moçambique）。
- 聖多美和普林西比，说圣多美葡萄牙语（葡萄牙語：Português de São Tomé e Príncipe）。

地理上位于非洲的葡萄牙的一个自治区也以葡萄牙语为官方语言：
- 馬德拉，说葡萄牙语马德拉方言（葡萄牙語：Dialeto madeirense）。

## 非洲西班牙语国家和地区
在撒哈拉以南非洲有一个国家以西班牙语为官方语言：
- 赤道几内亚，赤道几内亚西班牙语（西班牙语：Español ecuatoguineano），为第一官方语言（法语为第二官方语言，葡萄牙语为第三官方语言）。

位于非洲的西班牙的一个自治区和两个自治市也以西班牙语为官方语言：
- ，说西班牙语加那利方言（西班牙语：Dialecto canario）。
- 休達，说西班牙语安达卢斯方言（西班牙语：Dialecto andaluz）。
- ，说西班牙语安达卢斯方言（西班牙语：Dialecto andaluz）。

## 北非的法语和西班牙语
在北非的很多国家国内有相当一部分人说法语或西班牙语，但这两种语言并非国语或官方语言（阿拉伯语是这些国家的国语或官方语言）：
- 阿尔及利亚，说马格里布法语（北非唯一的法语人口占多数的国家）。
- 摩洛哥，在原西属摩洛哥，摩洛哥西班牙语（西班牙语：Idioma español en Marruecos）是第二语言，但在法属摩洛哥，马格里布法语是第二国语，使用范围比西班牙语大得多。摩洛哥有几百名犹太人（西班牙语：Judíos de Marruecos）操哈基蒂亚语（西班牙语：Haquetía）（或西部犹太-西班牙语），该变体语种已经濒危。摩里斯科人曾说的另一种西班牙语变体已灭绝。
- 突尼西亞，说马格里布法语。
- 西撒哈拉，说西撒哈拉西班牙语（西班牙语：Español en el Sahara Occidental）（与阿拉伯语同为官方语言，但该国未被广泛承认）。
- 毛里塔尼亚，说马格里布法语。

## 非洲的意大利语
、 衣索比亞、 利比亞和 四国的意大利语是意大利的殖民遗产：在1991年以前，索马里的各所大学将意大利语作为文化语言，但该国95%的人不会说意大利语，该国的官方语言是索马里语和阿拉伯语，在邻近肯尼亚的沿海地区也有索马里人说斯瓦希里语。在利比亚，意大利语在该国独立后不再被使用。在埃塞俄比亚，意大利语只在1936年至1941年意大利占领该国期间使用。在厄立特里亚，首都阿斯马拉有自1903年开设的意大利语学校（義大利語：Scuola Italiana di Asmara）；2012年，意大利和厄立特里亚签署双边协议共同管理该学；2020年，厄立特里亚政府退出协议并吊销办学许可，该国最后一所意大利语学校就此关闭。

## 拉丁非洲的联邦构想

巴泰勒米·波冈达构想中的拉丁非洲合众国示意图，合众国由中非共和国与今天的安哥拉、布隆迪、喀麦隆、乍得、刚果民主共和国、刚果共和国、赤道几内亚、加蓬和卢旺达组成。

第二次世界大战结束后，在战争中遭受重创的法国已无力维持庞大的殖民帝国。在非洲法语圈殖民地相继宣布独立之际，原法属赤道非洲乌班吉沙立独立运动领袖、中非共和国“建国之父”巴泰勒米·波冈达为应对乌班吉沙立独立后面临的来自周边地区的巨大的经济挑战，提议全法属赤道非洲各地区独立并与中部非洲的其他原法国、比利时和葡萄牙殖民地（均操罗曼语族法语、葡萄牙语或西班牙语）合并成立联邦制的拉丁非洲合众国。波冈达的这一构想虽未能实现，但对赤道非洲国家至今仍有影响。